# تفكك سلاح نووي

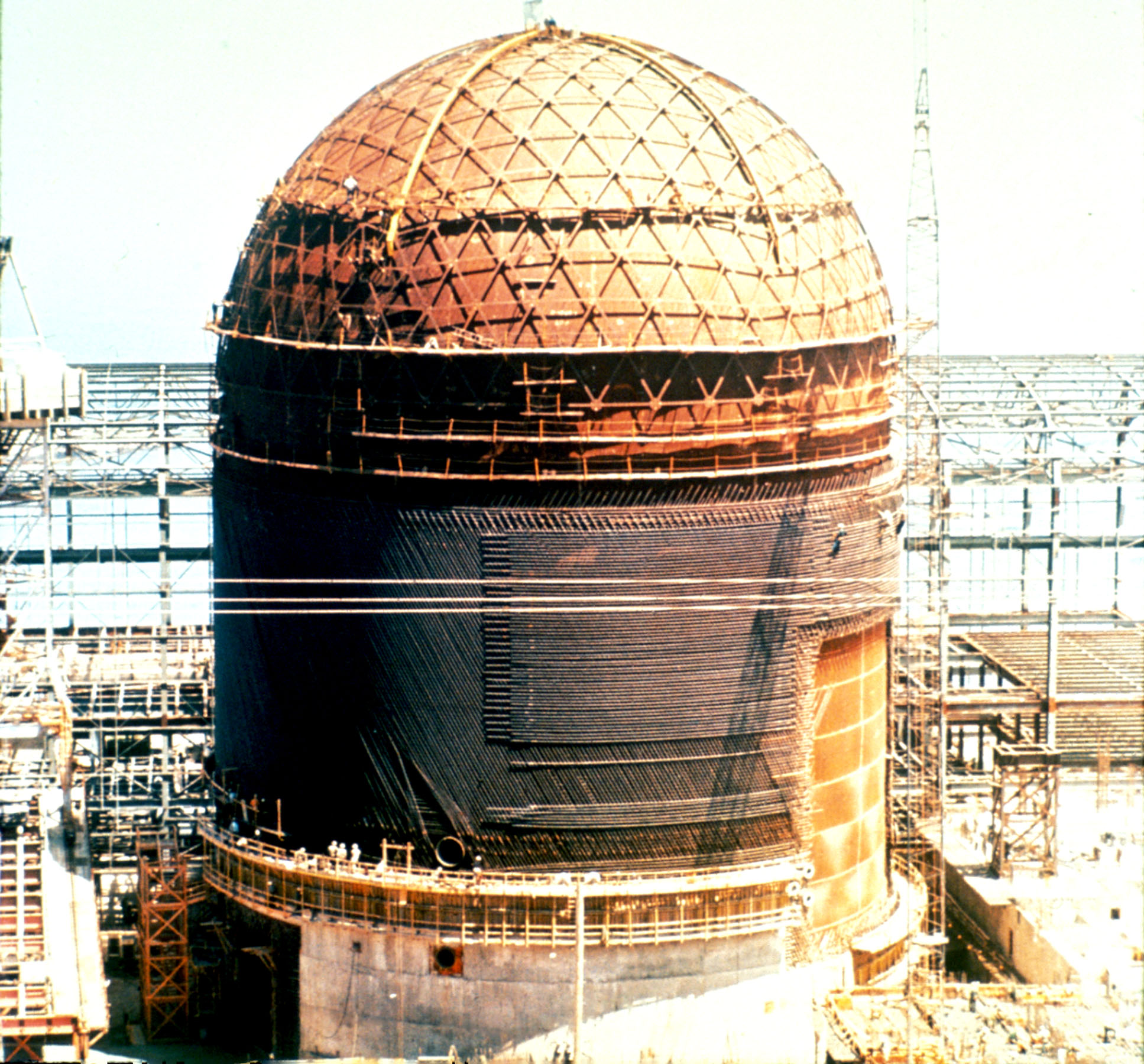
مثال على تفكيك محطة قيد التنفيذ.

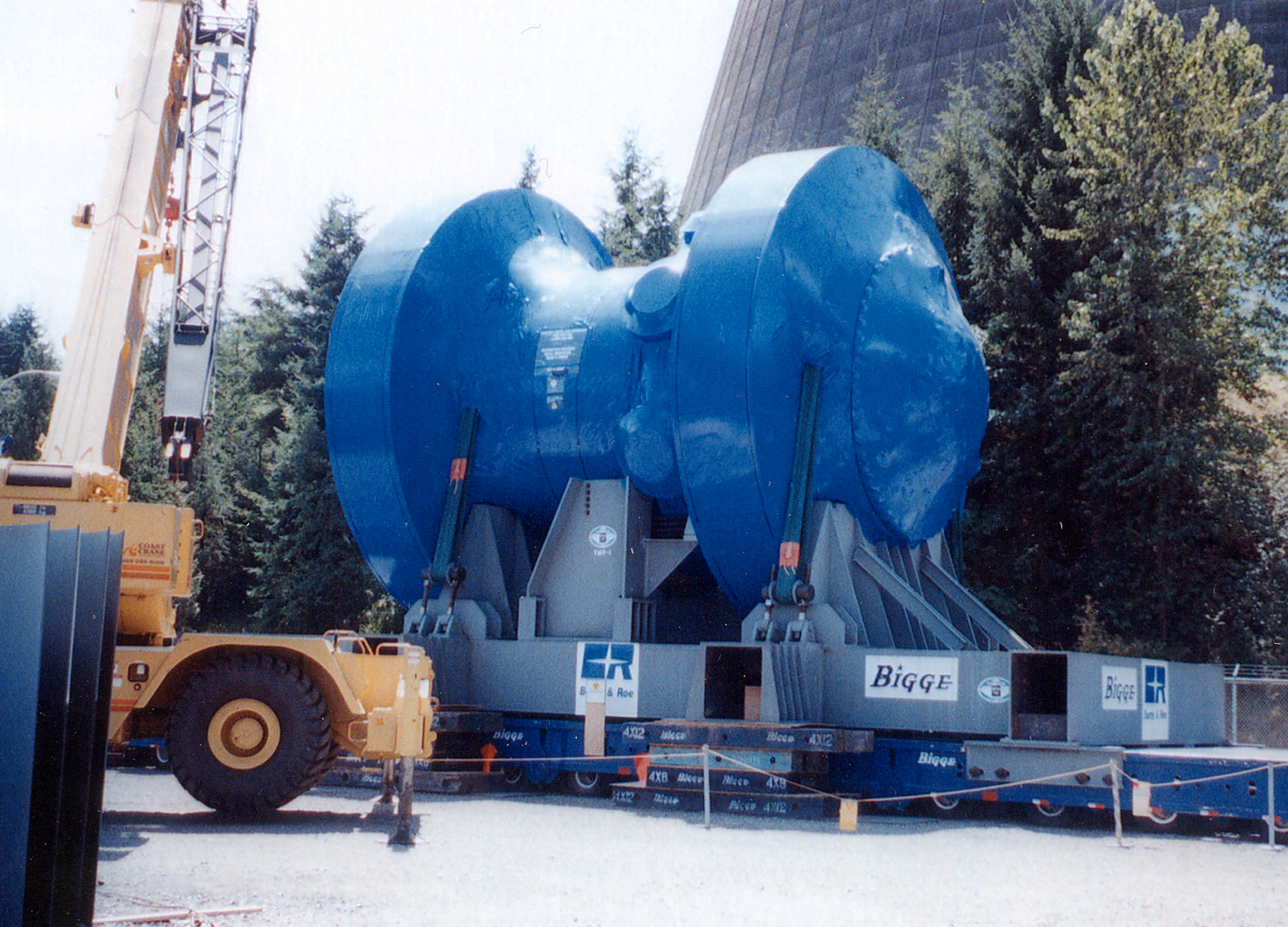
نقل المفاعل للموقع للدفن

تفكك سلاح نووي هو العملية التي يتم بموجبها تفكيك منشأة نووية إلى درجة أنها لم تعد تتطلب اتخاذ تدابير للحماية من الإشعاع. يتطلب وجود المواد المشعة عمليات تنطوي على مخاطر محتملة ومهنية ومكثفة زمنياً وموجودة في البيئة ويجب التعامل معها لضمان نقل المواد المشعة إلى أماكن أخرى للتخزين أو تخزينها في الموقع بطريقة آمنة. إن التحدي في وقف السلاح النووي ليس تقني فقط بل اقتصادي واجتماعي.

## الجوانب القانونية
لا يمكن وقف تشغيل المفاعل النووي إلا بعد منح الترخيص المناسب عملاً بالتشريعات ذات الصلة. كجزء من إجراءات الترخيص حيث يجب كتابة مختلف الوثائق والتقارير وآراء الخبراء وتسليمها إلى السلطة المختصة على سبيل المثال:
- تقرير السلامة
- الوثائق التقنية
- دراسة التأثير البيئي